# Epizeuxis terrosalis
Epizeuxis terrosalis là một loài bướm đêm trong họ Noctuidae.